# Campeonato de Super Fórmula Japonesa

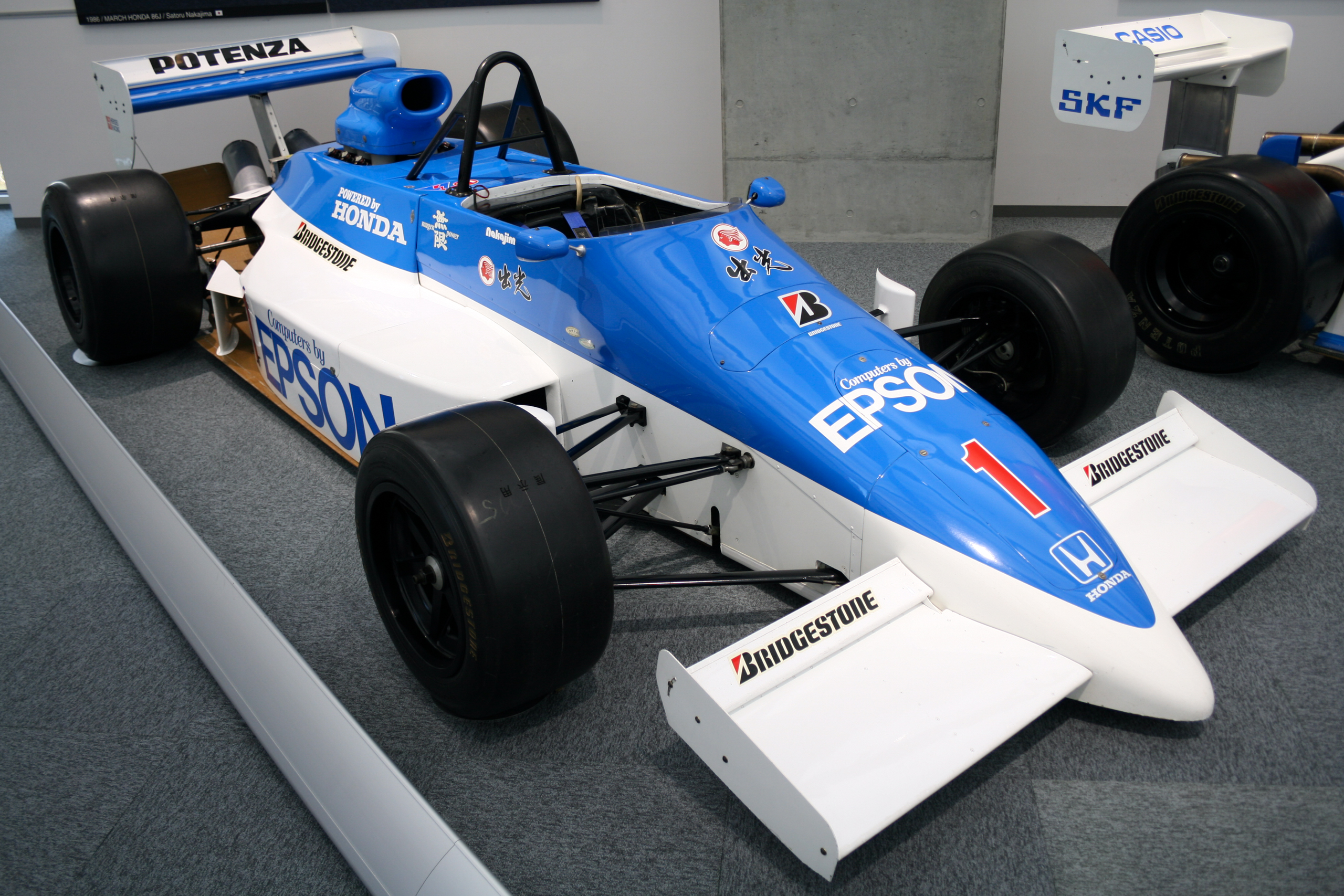
March-Honda de F2 Japonesa.

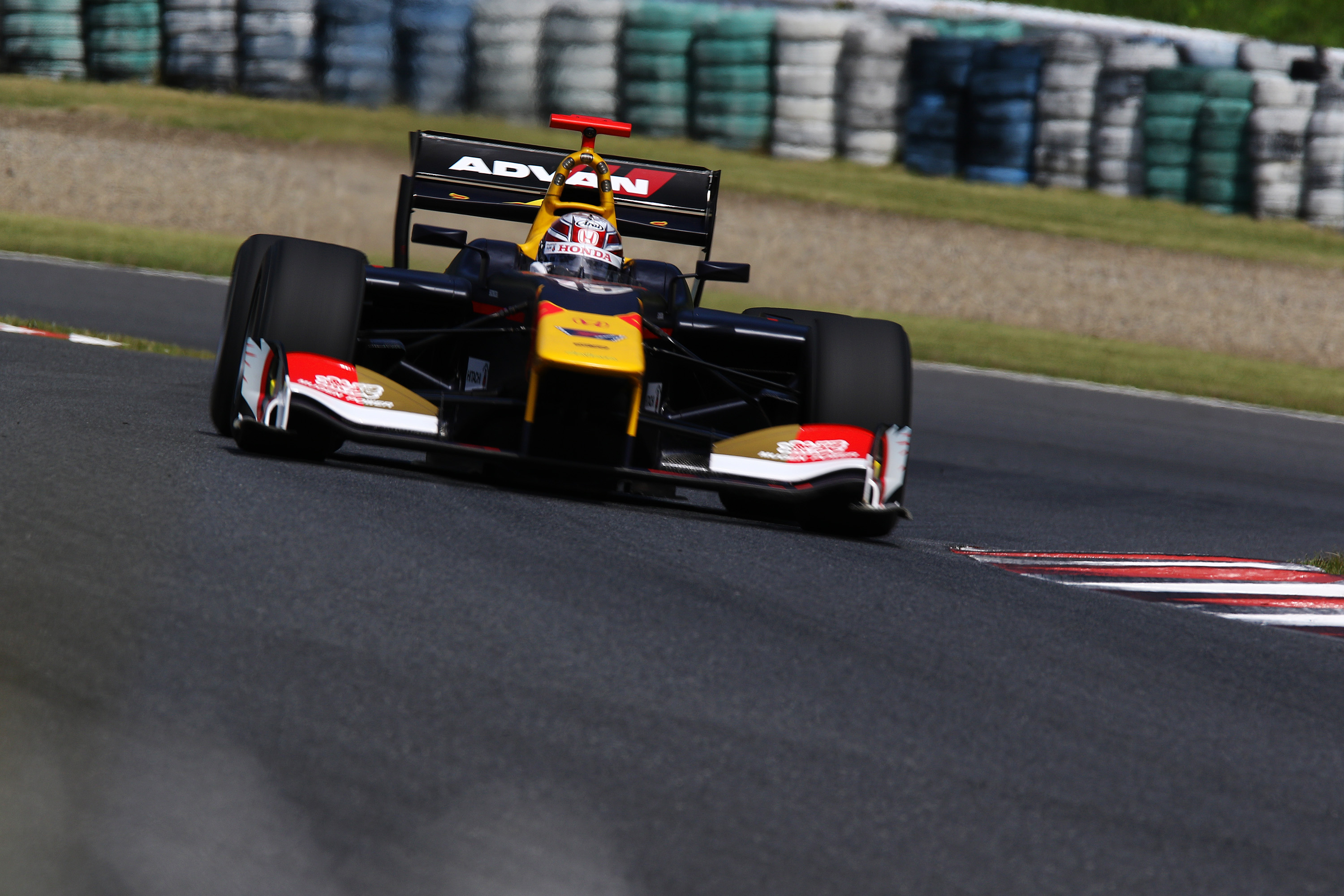
Fecha de Autopolis de Fórmula Nippon 2018.

El Campeonato de Super Fórmula Japonesa es la máxima competición de automovilismo de monoplazas que se disputa en Japón. Actualmente se utilizan chasis Dallara, y cada equipo puede optar entre los motores Honda y Toyota.
El certamen fue variando de denominación a lo largo de las décadas: Fórmula 2000 Japonesa en su debut en 1973, Fórmula 2 Japonesa en 1978, Fórmula 3000 Japonesa en 1987, Fórmula Nippon en 1996, y finalmente Campeonato de Super Fórmula Japonesa en 2013.

## Historia

### Antecedentes
En Japón, las carreras de turismos y deportivos fueron muy populares durante la década de 1960. El Gran Premio de Japón se celebró originalmente como un evento para coches de turismo y deportivos, y se estableció inmediatamente como el mayor evento automovilístico del país durante su recorrido original entre 1963 y 1969. Por otro lado, las carreras de coches de fórmula tuvieron más dificultades para establecerse en el panorama automovilístico del país. El Gran Premio JAF inaugurado en el Fuji Speedway en 1969 fue la primera gran carrera de monoplazas de Japón. Y en 1971, el Gran Premio de Japón fue reformulado en un evento centrado en las carreras de coches de fórmula. Ninguno de los dos eventos consiguió ser tan popular entre los espectadores como lo fue el Gran Premio de Japón durante su época como carrera de coches deportivos.

### Desde 1996
El campeonato fue renombrado a Fórmula Nippon en 1996 después de que los organizadores se mostraran en contra de los chasis y motores únicos introducidos en la Fórmula 3000 Internacional que se disputaba en Europa. Antes de este año tanto la F3000 europea como japonesa se disputaban con múltiples motores y chasis. La reglamentación técnica durante los tres primeros años, desde 1996 hasta 1998, fue la misma que la de la extinta Fórmula 3000 japonesa. Durante este periodo compartían pista chasis Lola, Reynard, Dome o G-Force, neumáticos Bridgestone o Yokohama y motores V8 atmosféricos de 3,0 litros y origen Mugen o Judd que a su vez podían ser optimizados por distintos preparadores privados. Sin embargo, la reglamentación fue ampliamente renovada en 1999 bajo la autorización de la Federación Internacional del Automóvil y la Federación Japonesa de Automovilismo (JAF), aunque el espíritu de la competición se mantuvo.
Desde 1997, Bridgestone es el único suministrador de neumáticos. A partir de 2016 lo es en exclusividad Yokohama.
Desde 1988 Mugen ha proveído a la Fórmula Nippon con su motor MF308, con gran éxito, alcanzando 161 victorias de 172 carreras hasta el final del 2005. En 1998 Mugen con su motor MF308 pasó a ser el único suministrador de motores de la competición hasta el año 2005.
En el año 2002, Reynard era el único chasis de la competición tras la retirada un año antes de G-Force, pero su bancarrota llevó a que en el 2003 se introdujera la fórmula de un único chasis Lola B351 muy próximo al contemporáneo coche de la F3000 europea.
En el 2006 la Japan Race Promotion, la organización que gestiona el campeonato, decidió cambiar la reglamentación. El chasis Lola B351 tras tres años de servicio se ve reemplazado por un nuevo y más eficaz monoplaza realizado nuevamente por el constructor inglés. El nuevo chasis B06/51 se le nombra como FN06 y tiene una eficiencia aerodinámica mejorada en un 10%. Además el veterano motor Mugen deja sitio a dos nuevos motores Toyota y Honda basados en los V8 3,0 litros que habían estado corriendo en la IndyCar Series, con un límite máximo de 10 000 rpm y 550 CV, más de 50 CV por encima de los anteriores motores y con un par más amplio.

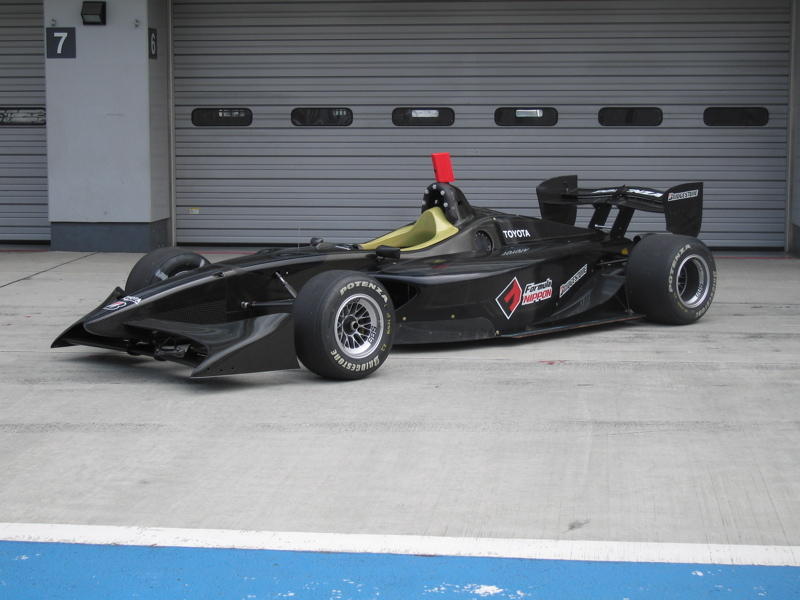
Monoplaza introducido en el campeonato del año 2009 y presente hasta 2013.

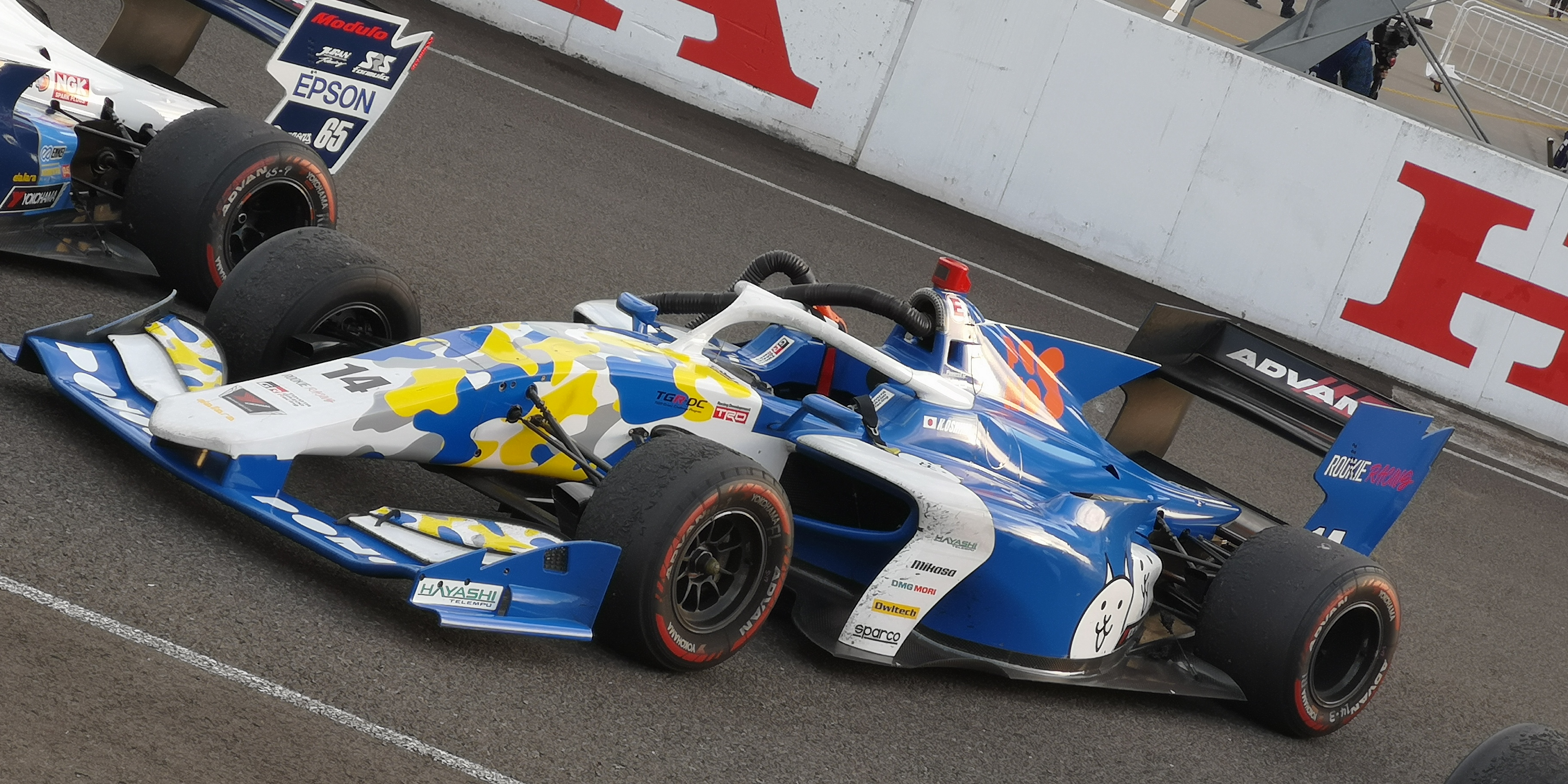
Dallara SF19 utilizado en 2020.

En el año 2009 se abandona el chasis Lola introduciéndose uno nuevo construido por la firma estadounidense Swift Engineering, y se adoptan motores V8 de 3,4 litros y al menos 600 CV de potencia. Tanto Toyota como Honda siguen siendo los únicos suministradores de motores, con los denominados RV8K y HR09E respectivamente.
En 2014 la categoría firmó a Dallara como suministrador de chasis. El Dallara SF14 utiliza motores turbo de 2 litros y 4 cilindros en línea. También con Toyota, con el RI4A, y Honda, con el HR-414E, como proveedores. En 2019 se estrenó el chasis Dallara SF19

## Pilotos
Dada su competitividad y el gran seguimiento en Japón la Fórmula Nippon ha dispuesto habitualmente de una buena capacidad económica. En especial durante la década de los 1980 y 1990 fueron numerosos los pilotos europeos que veían a la Fórmula Nippon como una buena opción ya sea desde el punto de vista profesional, económico, o como una salida cuando su carrera se estancaba en Europa. Pilotos de Fórmula 1 como Ralf Schumacher o Pedro de la Rosa se proclamaron campeones.
Otros pilotos de Fórmula 1 que pasaron por la máxima competición de monoplazas japonesa fueron, por ejemplo, Norberto Fontana, Eddie Irvine, Heinz-Harald Frentzen, Johnny Herbert, Stoffel Vandoorne y Pierre Gasly. Michael Schumacher hizo una única aparición por invitación en el año 1991.
Obviamente la Super Fórmula ha sido especialmente para los pilotos japoneses un buen trampolín para alcanzar la Fórmula 1, como, por ejemplo, Satoru Nakajima, Aguri Suzuki, Ukyō Katayama y Shinji Nakano.

## Campeones
| Año                                  | Campeonato de Pilotos                     | Campeonato de Pilotos | Campeonato de Pilotos | Campeonato de Pilotos | Campeonato de Escuderías                            |
| Año                                  | Campeón                                   | Chasis                | Motor                 | Neu.                  | Campeonato de Escuderías                            |
| Fórmula 2000 Japonesa                | Fórmula 2000 Japonesa                     | Fórmula 2000 Japonesa | Fórmula 2000 Japonesa | Fórmula 2000 Japonesa | Fórmula 2000 Japonesa                               |
| ------------------------------------ | ----------------------------------------- | --------------------- | --------------------- | --------------------- | --------------------------------------------------- |
| 1973                                 | Motoharu Kurosawa (Heros Racing)          | March                 | BMW                   | B                     | -                                                   |
| 1974                                 | Noritake Takahara (Takahara Racing)       | March                 | BMW                   | B                     | -                                                   |
| 1975                                 | Kazuyoshi Hoshino (Victory Circle Racing) | March                 | BMW                   | B                     | -                                                   |
| 1976                                 | Noritake Takahara (Heros Racing)          | Nova                  | BMW                   | B                     | -                                                   |
| 1977                                 | Kazuyoshi Hoshino (Heros Racing)          | Nova                  | BMW                   | B                     | -                                                   |
| Fórmula 2 Japonesa                   |                                           |                       |                       |                       |                                                     |
| 1978                                 | Kazuyoshi Hoshino (Heros Racing)          | Nova                  | BMW                   | B                     | -                                                   |
| 1979                                 | Keiji Matsumoto (Team LeMans)             | Nova                  | BMW                   | D                     | -                                                   |
| 1980                                 | Masahiro Hasemi (Tomica Racing Team)      | March                 | BMW                   | B                     | -                                                   |
| 1981                                 | Satoru Nakajima (i&i Racing)              | March                 | Honda                 | B                     | -                                                   |
| 1982                                 | Satoru Nakajima (Team Ikuzawa)            | March                 | Honda                 | B                     | -                                                   |
| 1983                                 | Geoff Lees (Team Ikuzawa)                 | March                 | Honda                 | D                     | -                                                   |
| 1984                                 | Satoru Nakajima (Heros Racing)            | March                 | Honda                 | B                     | -                                                   |
| 1985                                 | Satoru Nakajima (Heros Racing)            | March                 | Honda                 | B                     | -                                                   |
| 1986                                 | Satoru Nakajima (Heros Racing)            | March                 | Honda                 | B                     | -                                                   |
| Fórmula 3000 Japonesa                |                                           |                       |                       |                       |                                                     |
| 1987                                 | Kazuyoshi Hoshino (Hoshino Racing)        | March                 | Honda                 | B                     | -                                                   |
| 1988                                 | Aguri Suzuki (Footwork)                   | March                 | Yamaha                | B                     | -                                                   |
| 1989                                 | Hitoshi Ogawa (Auto Beaureux)             | Lola                  | Mugen                 | D                     | -                                                   |
| 1990                                 | Kazuyoshi Hoshino (Cabin Racing Team)     | Lola                  | Mugen                 | B                     | -                                                   |
| 1991                                 | Ukyō Katayama (Cabin Racing Team)         | Lola                  | Cosworth              | B                     | -                                                   |
| 1992                                 | Mauro Martini (Team Nova)                 | Lola                  | Mugen                 | B                     | -                                                   |
| 1993                                 | Kazuyoshi Hoshino (Team Impul)            | Lola                  | Cosworth              | B                     | -                                                   |
| 1994                                 | Marco Apicella ( Dome)                    | Dome                  | Mugen                 | D                     | -                                                   |
| 1995                                 | Toshio Suzuki (Hoshino Racing)            | Lola                  | Mugen                 | B                     | -                                                   |
| Fórmula Nippon                       |                                           |                       |                       |                       |                                                     |
| 1996                                 | Ralf Schumacher (Team LeMans)             | Reynard               | Mugen                 | B                     | X-Japan Racing Team LeMans                          |
| 1997                                 | Pedro de la Rosa (Team Nova)              | Lola                  | Mugen                 | B                     | Shionogi Team Nova                                  |
| 1998                                 | Satoshi Motoyama (Team LeMans)            | Reynard               | Mugen                 | B                     | LEMONed Racing Team LeMans                          |
| 1999                                 | Tom Coronel (Nakajima Racing)             | Reynard               | Mugen                 | B                     | PIAA Nakajima Racing                                |
| 2000                                 | Toranosuke Takagi (Nakajima Racing)       | Reynard               | Mugen                 | B                     | PIAA Nakajima Racing                                |
| 2001                                 | Satoshi Motoyama (Team Impul)             | Reynard               | Mugen                 | B                     | Team 5Zigen                                         |
| 2002                                 | Ralph Firman (Nakajima Racing)            | Reynard               | Mugen                 | B                     | PIAA Nakajima Racing                                |
| 2003                                 | Satoshi Motoyama (Team Impul)             | Lola                  | Mugen                 | B                     | Team Impul                                          |
| 2004                                 | Richard Lyons (Dandelion Racing)          | Lola                  | Mugen                 | B                     | Team Impul                                          |
| 2005                                 | Satoshi Motoyama (Team Impul)             | Lola                  | Mugen                 | B                     | Mobilecast Team Impul arting Racing Team with Impul |
| 2006                                 | Benoît Tréluyer (Team Impul)              | Lola                  | Toyota                | B                     | Mobilecast Team Impul                               |
| 2007                                 | Tsugio Matsuda (Team Impul)               | Lola                  | Toyota                | B                     | Mobilecast Team Impul                               |
| 2008                                 | Tsugio Matsuda (Team Impul)               | Lola                  | Toyota                | B                     | Lawson Team Impul                                   |
| 2009                                 | Loïc Duval (Nakajima Racing)              | Swift                 | Honda                 | B                     | Nakajima Racing                                     |
| 2010                                 | João Paulo de Oliveira (Team Impul)       | Swift                 | Toyota                | B                     | Mobil 1 Team Impul                                  |
| 2011                                 | André Lotterer (TOM'S)                    | Swift                 | Toyota                | B                     | Petronas Team TOM'S                                 |
| 2012                                 | Kazuki Nakajima (TOM'S)                   | Swift                 | Toyota                | B                     | DoCoMo Team Dandelion Racing                        |
| Campeonato de Super Fórmula Japonesa |                                           |                       |                       |                       |                                                     |
| 2013                                 | Naoki Yamamoto (Team Mugen)               | Swift                 | Honda                 | B                     | Petronas Team TOM'S                                 |
| 2014                                 | Kazuki Nakajima (TOM'S)                   | Dallara               | Toyota                | B                     | Petronas Team TOM'S                                 |
| 2015                                 | Hiroaki Ishiura (INGING)                  | Dallara               | Toyota                | B                     | Petronas Team TOM'S                                 |
| 2016                                 | Yuji Kunimoto (INGING)                    | Dallara               | Toyota                | Y                     | P.mu/cerumo・INGING                                 |
| 2017                                 | Hiroaki Ishiura (INGING)                  | Dallara               | Toyota                | Y                     | P.mu/cerumo・INGING                                 |
| 2018                                 | Naoki Yamamoto (Team Mugen)               | Dallara               | Honda                 | Y                     | Kondō Racing                                        |
| 2019                                 | Nick Cassidy (TOM'S)                      | Dallara               | Toyota                | Y                     | DoCoMo Team Dandelion Racing                        |
| 2020                                 | Naoki Yamamoto (Dandelion)                | Dallara               | Honda                 | Y                     | Vantelin Team TOM'S                                 |
| 2021                                 | Tomoki Nojiri (Team Mugen)                | Dallara               | Honda                 | Y                     | carenex Team Impul                                  |
| 2022                                 | Tomoki Nojiri (Team Mugen)                | Dallara               | Honda                 | Y                     | Team Mugen                                          |
| 2023                                 | Ritomo Miyata (Vantelin Team TOM'S)       | Dallara               | Toyota                | Y                     | Team Mugen                                          |
| 2024                                 | Sho Tsuboi (Vantelin Team TOM'S)          | Dallara               | Toyota                | Y                     | Docomo Team Dandelion Racing                        |

## Estadísticas

### Pilotos con más títulos
|                                                                              |
| Kazuyoshi Hoshino, ganador de 6 títulos, 39 victorias, 42 poles y 92 podios. |

|                                                                 |
| Satoru Nakajima, ganador de 5 títulos, 21 victorias y 23 poles. |

|                                                                                           |
| Satoshi Motoyama fue 4 veces campeón, con un total de 27 victorias, 48 podios y 21 poles. |

| |
| André Lotterer campeón de 2011 es el extranjero más exitoso con 24 victorias y 31 podios en 64 carreras. |

|                                                                                  |
| Ralf Schumacher consiguió el campeonato de 1996 en su primera y única temporada. |

| |
| Pedro de la Rosa fue campeón en 1997, ganando el 6 de las 10 carreras y acabando en el podio en todas las carreras que disputó. |

| Títulos | Piloto                 | Años                               |
| ------- | ---------------------- | ---------------------------------- |
| 6       | Kazuyoshi Hoshino      | 1975, 1977, 1978, 1987, 1990, 1993 |
| 5       | Satoru Nakajima        | 1981, 1982, 1984, 1985, 1986       |
| 4       | Satoshi Motoyama       | 1998, 2001, 2003, 2005             |
| 3       | Naoki Yamamoto         | 2013, 2018, 2020                   |
| 2       | Noritake Takahara      | 1974, 1976                         |
| 2       | Tsugio Matsuda         | 2007, 2008                         |
| 2       | Kazuki Nakajima        | 2012, 2014                         |
| 2       | Hiroaki Ishiura        | 2015, 2017                         |
| 2       | Tomoki Nojiri          | 2021, 2022                         |
| 1       | Marco Apicella         | 1994                               |
| 1       | Ralf Schumacher        | 1996                               |
| 1       | Pedro de la Rosa       | 1997                               |
| 1       | Tom Coronel            | 1999                               |
| 1       | Ralph Firman           | 2002                               |
| 1       | Loïc Duval             | 2009                               |
| 1       | João Paulo de Oliveira | 2010                               |
| 1       | André Lotterer         | 2011                               |
| 1       | Yuji Kunimoto          | 2016                               |
| 1       | Nick Cassidy           | 2019                               |
| 1       | Ritomo Miyata          | 2023                               |
| 1       | Sho Tsuboi             | 2024                               |

### Títulos de pilotos por motorista
| Títulos | Motor    | Años                                                                                     |
| ------- | -------- | ---------------------------------------------------------------------------------------- |
| 15      | Mugen    | 1989, 1990, 1992, 1994, 1995, 1996, 1997, 1998, 1999, 2000, 2001, 2002, 2003, 2004, 2005 |
| 13      | Honda    | 1981, 1982, 1983, 1984, 1985, 1986, 1987, 2009, 2013, 2018, 2020, 2021, 2022             |
| 13      | Toyota   | 2006, 2007, 2008, 2010, 2011, 2012, 2014, 2015, 2016, 2017, 2019, 2023, 2024             |
| 8       | BMW      | 1973, 1974, 1975, 1976, 1977, 1978, 1979, 1980                                           |
| 2       | Cosworth | 1991, 1993                                                                               |
| 1       | Yamaha   | 1988                                                                                     |